# Football Club Seoul
El Football Club Seoul és un club de futbol sud-coreà de la ciutat de Seül. És propietat del grup GS Sports.

## Història
El club va ser fundat el desembre de 1983 i ingressà a la lliga el 1984 amb el nom de Lucky-Goldstar Hwangso, propietat del grup LG, amb seu a la ciutat de Chungcheong. L'any 1990 es traslladà a la capital Seül i un any més tard canvià el nom pel de LG Cheetahs, però el 1996 fou forçat per la lliga a traslladar-se a la ciutat d'Anyang, un suburbi de Seül, esdevenint Anyang LG Cheetahs. La construcció de l'estadi de futbol de Seül per a la Copa del Món del 2002 va fer palesa la necessitat de cercar un club per ocupar el nou terreny i finalment, l'any 2004 el club es traslladà de nou a la capital i esdevingué FC Seoul.

## Palmarès
- Lliga sud-coreana de futbol 6
  - 1985, 1990, 2000, 2010, 2012, 2016
- Copa sud-coreana de futbol 2
  - 1998, 2015
- Copa Lliga 2
  - 2006, 2010
- Supercopa sud-coreana de futbol 1
  - 2001

## Futbolistes històrics destacats
- Choi Yong-Soo1994-1996, 1999-2000, 2006*
- Valeri Sarychev 2000–2004*
- Kim Dong-Jin 2000–2006
- Lee Jung-Soo 2002-2004
- Lee Eul-Yong 2003-2004, 2006–2008
- Kim Chi-Gon 2002-2009
- Jung Jo-Gook 2003-present
- Kim Eun-Jung 2004-2008
- Lee Chung-Yong 2004-2009
- Lee Ki-Hyung 2005-2006
- Lee Min-Sung 2005-2008
- Park Chu-Young 2005-2008
- Kwak Tae-Hwi 2005-2007
- Baek Ji-Hoon 2005-2006
- Kim Byung-Ji 2006-2008
- Ki Sung-Yong 2006-2009
- Kim Jin-Kyu 2007-present
- Lee Jong-Min 2008-present
- Kim Chi-Woo 2008-present
- Renaldo 2004*
- Ricardo Nascimento 2005-2007
- Dudu 2006-2007
- Adi 2006-present
- Kizito "Kiki" Musampa 2008
- Ceyhun Eriş 2008
- Dejan Damjanović 2008-present